# Susan Meiselas
Susan Meiselas, född 21 juni 1948 i Baltimore, Maryland, är en amerikansk fotograf.
Susan Meiselas tog en kandidatexamen på Sarah Lawrence College och en magisterexamen i bildpedagogik på Harvard University, varefter hon var biträdande filmredigerare för Frederick Wisemans dokumentärfilm Basic Training. Mellan 1972 och 1976 var hon fotopedagog i New York och lade också upp kurser i fotografering i landsbygdsskolor för State Arts Commissions i South Carolina och Mississippi. 
I sitt första större fotoreportage skildrade hon under sina sommarledigheter strip tease-artister på nöjesfält och karnevaler i New England. Detta utmynnade i en utställning på Whitney Museum of American Art i New York och till boken Carnival Strippers.
I slutet av 1970-talet dokumenterade Sudan Meiselas upproret mot Somoza-regimen i Nicaragua och andra politiska skeenden i Latinamerika. Hennes mest kända fotografi från detta var Molotov-mannen, som visar en man som, med ett gevär i ena handen, är på väg att kasta en molotovcocktail i en Pepsi-Colaflaska. Denna scen blev i sitt nicaraguensiska sammanhang känd som en symbol för den sandinistiska revolutionen, och reproducerades och användes på annat sätt flitigt i Nicaragua. 
År 1981 besökte hon byn El Mazote som förstörts av El Salvadors krigsmakt och skildrade, tillsammans med journalisterna Raymond Bonner från New York Times och Alma Guillermoprieto för Washington Post, El Mozote-massakern 1 december 1981, i vilken 800 civila dödades av armén under inbördeskriget.
Hon fick Hasselbladpriset 1994.